# Eulimnichus epistemus
Eulimnichus epistemus är en skalbaggsart som beskrevs av Sharp 1902. Eulimnichus epistemus ingår i släktet Eulimnichus och familjen lerstrandbaggar. Inga underarter finns listade i Catalogue of Life.